# Adolf Friedrich Theodor von Kleist
Adolf Friedrich Theodor von Kleist (* 24. April 1886 in Spandau; † 14. Juli 1957) war ein deutscher Generalleutnant im Zweiten Weltkrieg.

## Leben
Adolf Friedrich Theodor von Kleist entstammte der Linie Muttrin-Damen seines in Preußen weitverbreiteten pommerschen Geschlechts. Er war der zweite Sohn des preußischen Generalleutnants Paul von Kleist.
Kleist wählte, wie sein Vater, den Soldatenberuf und wurde Kavallerist. Er wurde 1906 Leutnant im Ulanen-Regiment „Prinz August von Württemberg“ (Posensches) Nr. 10 der Preußischen Armee in Züllichau, kam 1912 an das Militärreiter-Institut nach Hannover und kehrte danach 1913 als Oberleutnant zu seinem Regiment in Züllichau zurück.
Bei Ausbruch des Ersten Weltkriegs nahm er 1914 am Vormarsch auf Paris teil. Nach dem Rückzug an der Marne wurde sein Verband an die Ostfront verlegt, wo die Ulanen an der Schlacht um Łódź teilnahmen und im Winter 1914/15 an der ungarisch-polnischen Grenze kämpften. Bei Kämpfen nördlich von Lemberg wurde er am 4. Juli 1915 verwundet. Im September wiederhergestellt, kehrte er als Rittmeister zu seinem Regiment zurück und zeichnete sich bei den Stellungskämpfen bei Pinsk besonders aus. 1916 wurde er Chef einer Maschinengewehr-Eskadron, die Ende 1917 an die Westfront verlegt wurde. Er wurde 1918 Generalstabsoffizier im Stab der 86. Infanterie-Division.
Nach Kriegsende machte er zunächst Dienst beim Grenzschutz an der Ostgrenze. Dabei wurde er bei Straßenkämpfen in Wollstein, Provinz Posen erneut verwundet. 1919 wurde Kleist von der Reichswehr in das Reiter-Regiment 10 in Züllichau übernommen. 1928 kam er als Stabsoffizier zur Kavallerie-Inspektion in das Reichswehrministerium nach Berlin. 1934 wurde er Oberst und Kommandeur des Reiterregiments 12 in Dresden, dann übernahm er 1935 das Reiterregiment 18 in Stuttgart.
Nachdem er 1938 als Generalmajor zum Kommandanten von Hannover geworden war, wurde er während des Zweiten Weltkriegs 1942 Generalleutnant. Während der Besetzung Polens war er 1943/44 Kommandant von Warschau. Nach einem Schenkelbruch wurde er zur Reserve versetzt und geriet am 11. April 1945 in Kriegsgefangenschaft, aus der er am 28. Juni 1947 entlassen wurde. Er verbrachte in Leveste bei Hannover seine letzten Lebensjahre und starb am 14. Juli 1957.